# Sun Records (serie televisiva)
Sun Records è una serie televisiva statunitense basata sul musical Million Dollar Quartet scritto da Colin Escott e Floyd Mutrux. Ambientata a Memphis nel Sun Studio. La serie ha come protagonista Drake Milligan, Trevor Donovan, Kevin Fonteyne, Christian Lees, Dustin Ingram, Billy Gardell, Jonah Lees, Chad Michael Murray e Jennifer Holland. La serie è andata in onda su CMT il 23 febbraio 2017, e si è conclusa il 13 aprile 2017.

## Personaggi
- Elvis Presley, interpretato da Drake Milligan[1]
- Eddy Arnold, interpretato da Trevor Donovan[2]
- Hank Snow, interpretato da Pokey LaFarge
- Johnny Cash, interpretato da Kevin Fonteyne
- Jerry Lee Lewis, interpretato da Christian Lees
- Carl Perkins, interpretato da Dustin Ingram
- Colonnello Tom Parker, interpretato da Billy Gardell
- Jimmy Swaggart, interpretato da Jonah Lees
- Sam Phillips, interpretato da Chad Michael Murray[3]
- Becky Phillips, interpretata da Jennifer Holland
- Marion Keisker, interpretata da Margaret Anne Florence
- Dewey Phillips, interpretato da Keir O'Donnell
- Ike Turner, interpretato da Kerry Holliday
- Ticket Taker, interpretato da Justin Estabrook
- Gladys Presley, interpretata da Ann Mahoney
- Johnny Bragg, interpretato da Darius Rucker

## Episodi
| Stagione       | Episodi | Prima TV originale | Prima TV Italia |
| -------------- | ------- | ------------------ | --------------- |
| Prima Stagione | 8       | 23 febbraio 2017   |                 |

## Accoglienza
Sun Records ha ricevuto recensioni miste dei critici televisivi. Su Rotten Tomatoes la stagione ha un punteggio del 60%, basato su 10 recensioni. Su Metacritic, la stagione ha un punteggio di 65 su 100, basato su 8 recensioni.